# Filip Meirhaeghe
Filip Meirhaeghe (nascido em 5 de março de 1971) é um ex-atleta belga que competia no ciclismo de montanha em provas de cross-country, no entanto, ele também participou na estrada elite, ciclocross e pista.
Participou nos Jogos Olímpicos de Verão de 2000, obtendo a medalha de prata na prova de cross-country. Também competiu nos Jogos Olímpicos de Pequim 2008. Conquistou quatro medalhas no Campeonato Mundial de MTB entre os anos 1998 e 2003, e uma medalha de ouro no Campeonato Europeu de MTB em 2000.

## Palmarés internacional
| Jogos Olímpicos    | Jogos Olímpicos            | Jogos Olímpicos | Jogos Olímpicos |
| Ano                | Local                      | Medalha         | Competição      |
| ------------------ | -------------------------- | --------------- | --------------- |
| 2000               | Sydney ( Austrália)        | 2               | Cross-country   |
| Campeonato Mundial |                            |                 |                 |
| Ano                | Local                      | Medalha         | Competição      |
| 1998               | Mont-Sainte-Anne ( Canadá) | 3               | Cross-country   |
| 1999               | Åre ( Suécia)              | 3               | Cross-country   |
| 2002               | Kaprun ( Áustria)          | 2               | Cross-country   |
| 2003               | Lugano ( Suíça )           | 1               | Cross-country   |
| Campeonato Europeu |                            |                 |                 |
| Ano                | Local                      | Medalha         | Competição      |
| 2000               | Rhenen ( Países Baixos)    | 1               | Cross-country   |